# Thyone (måne)
Thyone er en af planeten Jupiters måner: Den blev opdaget 11. december 2001, af Scott S. Sheppard, David C. Jewitt og Jan Kleyna, og kendes også under betegnelsen Jupiter XXIX. Lige efter opdagelsen fik den den midlertidige betegnelse S/2001 J 2, men siden har den Internationale Astronomiske Union besluttet at opkalde den efter Thyone, bedre kendt som Semele, fra den græske mytologi.
Thyone er en af i alt 16 Jupiter-måner i den såkaldte Ananke-gruppe af måner med omtrent samme omløbsbane som månen Ananke.
| Naturvidenskab | Spire Denne naturvidenskabsartikel er en spire som bør udbygges. Du er velkommen til at hjælpe Wikipedia ved at udvide den. |